# Филип Шеридан
Филип Шериден (енгл. Philip Sheridan; 1831 — 1888) био је амерички генерал.
У Америчком грађанском рату (1861—1865) командовао је армијом снага Севера (Уније), која је у периоду септембар-октобар 1864. избацила трупе Југа (Конфедерације) из долине Шенандое. Победом код Фајв Форкса, 1. априла 1865. године, над десним крилом армије Југа, омогућио је освајање Ричмонда 3. априла. Од 1884. године је врховни командант армије САД.